# 西根堰

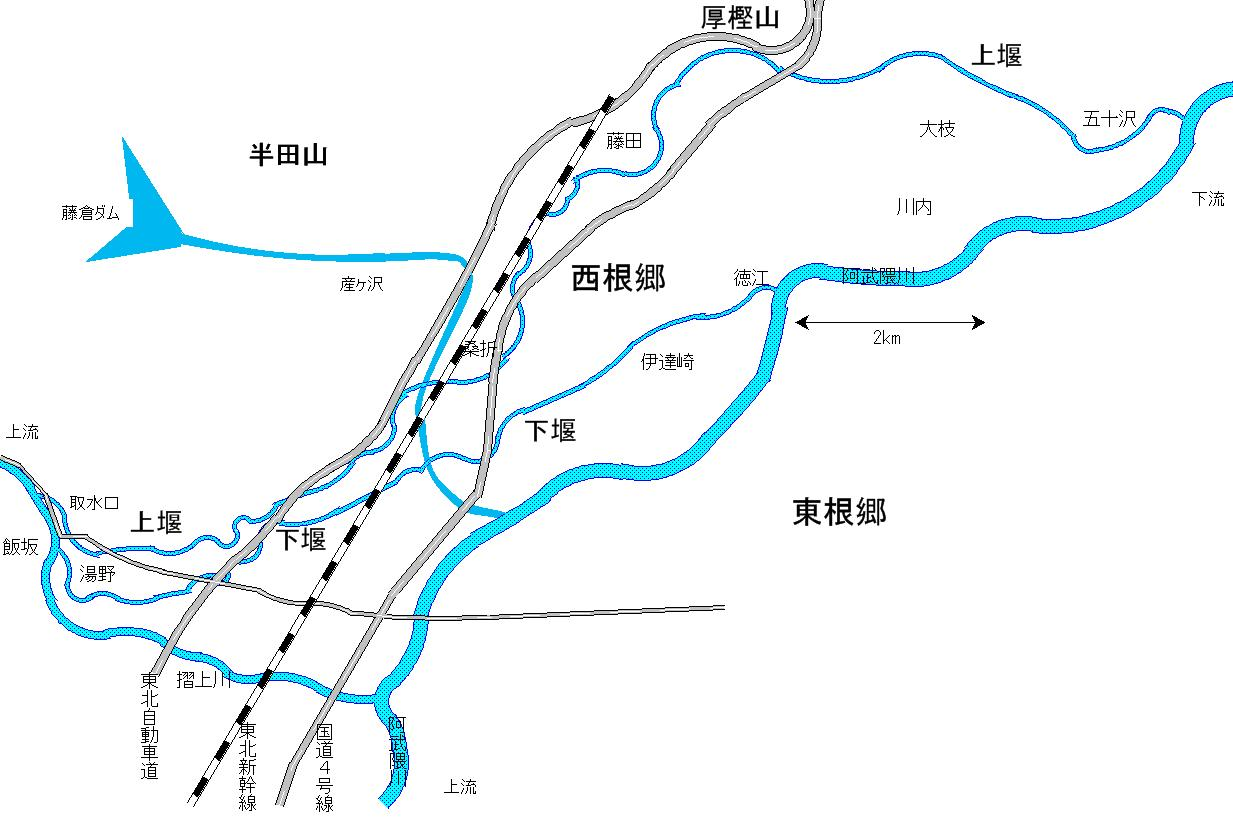
西根堰の上堰、下堰の略地図。地勢図と比較すると、ほぼ等高線に沿って流れているのがわかる。

西根堰（にしねぜき）は、福島市北部から伊達郡桑折町、伊達郡国見町を経て伊達市に至る農業用水路。
江戸時代初期に掘削され、福島盆地北部の耕地面積を飛躍的に拡大し、2008年現在も維持管理されている。下堰（したぜき）と上堰（うわぜき）の2つの水路がある。灌漑面積は約1,400ha。

## 概要
2008年現在は福島市飯坂町湯野、阿武隈川支流の摺上川から取水する。
1618年（元和4年）に完成した下堰は桑折を経て徳江村（現国見町徳江）までの約13km。工事期間は1年であった。当時の16村を潤した。
1633年（寛永10年）に完成した上堰は、桑折町、藤田（現国見町藤田）を経て五十沢（現伊達市梁川町五十沢（いさざわ））までの約28kmの用水路となる。工事期間は8年であった。岩盤を掘削したりする難工事で、約28kmの水路で標高差がわずか50mという高い水準で設計された。河岸段丘に沿って水路が造られたが、特に桑折町から国見町にかけては周囲の地形との錯覚から、山裾を水が逆流して上っていくように見える。当時の29村を潤した。

## 経緯
福島盆地北部の阿武隈川西岸は西根郷と呼ばれ、阿武隈川の氾濫原や河岸段丘などの広い土地があった。耕作を期待できる豊かな土壌ではあったが、現代のような揚水ポンプもなく、十分灌漑できないことが問題だった。西根堰は、この西根郷を潤すために作られた。江戸時代前期、伊達郡と信夫郡は上杉氏米沢藩領だった。上杉氏は会津120万石から、関ヶ原の戦い後に米沢・福島30万石に減封され、多くの藩士をかかえたままで財政は逼迫していた。
1618年（元和4年）、大肝煎（郡役）の佐藤新右衛門が堰の開削を藩に言上するが、財政逼迫の折り、藩からは資金を出さないという条件で開削の許可を得る。佐藤新右衛門は私財を投じて西根堰下堰を開削した。この堰は湯野村（福島市飯坂町湯野）の八卦で摺上川から取水し、徳江村で阿武隈川に注ぐ。工事人足は流路の村々から徴用したが、強制労働的なものではなく給金を支払って雇用したため、村々の住人もこぞって協力したという。
1624年（寛永元年）、信達地方（信夫郡・伊達郡）を預かる福島奉行の古河善兵衛が、藩の許可を得て、私財を投じて西根堰上堰の開削に着工。下堰で実績のある佐藤新右衛門を添役とした。下堰の取水口である八卦よりも上流の穴原で取水し、岩盤を外からくりぬいて樋を通す、トンネルを掘ったりするなど難工事であった。また、28kmもの距離を正確な高低差で水路を引くため、各地で松明を燃やし、信夫山から松明の方位や標高を測量したという逸話も伝承されている。1633年（寛永10年）に完成した。
その後、古河善兵衛は藩へ収める年貢を横領して上堰の工費に充てた嫌疑があり、詰問を受けに米沢に向かう途中、庭坂（福島市）で割腹自殺した…と、一般的には美談的に伝承されている。しかし、この説には当時の情勢や死亡日前後の記録からして不自然な点が以前から指摘されていた。
近年、佐藤新右衛門の子孫に伝えられた文書が発見され、当時、佐藤新右衛門は古河善兵衛と不仲であり、暗殺を恐れていたなどの新事実が発見された。西根堰開削に関しては協力した二人であるが、地侍として西根郷あるいは伊達郡という地域からの視点をもつ佐藤新右衛門と、あくまで米沢藩士として米沢藩、上杉氏の視点をもつ古河善兵衛には、根本的に相容れない部分があり、そうした意見の相違が不仲の原因ではないかという説や陰謀説も浮上している。子細は今もって不明である。
2008年現在、西根堰は農林水産省の管理下にあり、伊達西根堰土地改良区（事務所は伊達郡桑折町）が管理に当たって、地域住民も参加した管理運用を行っている。また、浸食によって当時よりも摺上川の河床が下がっているため、現在の取水口は開削当時よりも上流に付け替えている。2010年に土木学会選奨土木遺産に選ばれる。

## 古河善兵衛
1576年 - 1637年。上杉氏米沢藩家臣。福島奉行。信濃国更級郡塩崎城主小笠原九郎左衛門重成の次男。上杉氏が会津に転封されたことにより、信夫郡・伊達郡の郡代となる。

## 佐藤新右衛門
1573年 - 1637年。伊達郡桑折の地侍。郡役として農民を支配。米沢藩は信夫郡と伊達郡の2郡を、信夫郷、西根郷、東根郷、小手郷の4つに分け、それぞれに村々の役人の見張りをする大肝煎を置いた。この4人の大肝煎を四郡役と呼んだ。佐藤新右衛門は西根郷の大肝煎。大肝煎には、生粋の藩士ではなく、地元の実力者を採用した。佐藤新右衛門は信夫佐藤氏、佐藤基治の18代の子孫。

## 年表
- 1618年（元和4年） - 佐藤新右衛門が下堰開削を藩に願い出て、年内に完成。
- 1624年（寛永元年） - 古河善兵衛を普請奉行、佐藤新右衛門を添役として上堰に着工。
- 1633年（寛永10年） - 上堰完成。
- 1637年（寛永14年）9月25 - 佐藤新右衛門死去。
- 1637年（寛永14年）12月14日 - 古河善兵衛自害。
- 1847年（弘化4年） - 浸食によって摺上川の河床が下がったため、上堰の取水口を約500m上流の現在の位置に付け替え。
- 1886年（明治19年） - 古河善兵衛と佐藤新右衛門を祀って、西根郷2,058戸の寄付によって西根神社（福島市飯坂町湯野字高畑2-1）が建立された。
- 1960年（昭和35年） - 西根堰の改修工事が始まる。
- 1963年（昭和38年） - 藤倉ダム（伊達郡桑折町）完成。水量が不足しがちな西根堰下流地域のために、西根堰の中流域で用水を追加できるようになった。
- 1967年（昭和42年） - 西根堰改修工事完成。

## 資料
- 『わたしたちの町桑折』（福島県伊達郡桑折町教育委員会）
- 『社会科しりょうわたしたちの梁川町』（福島県伊達郡梁川町教育委員会）
- 『ふくしまの歴史』（福島県福島市教育委員会）
- 『うつくしま電子辞典』（福島県教育庁）
- 『西根神社御祭神略記』（西根神社）
- 『西根堰探訪』 - 福島県